# Paulo Conceição
Pour les articles homonymes, voir Conceição.
Paulo Jorge da Silva Conceição (né le 29 décembre 1993 à Coimbra) est un athlète portugais, spécialiste du saut en hauteur.
Il égale le record du Portugal à deux reprises en juin 2016.